# تاغروا سيريا
تاغروا سيريا (بالإنجليزية: Tagroa Siria- ربٌّ أعلى أو الربِّ الأسمى في لغة روتومان) كان الإله الأبرزُ في المجتمع الروتوماني ما قبل المسيحية. وبات معلومًا أنَّه نسخة روتومانية عن إله المحيط الهادئ تانغروا.
في ميثولوجيا روتومان، يُذكر أنَّه يعيش في أوروي تا (حرفيًا «الخفاء» أو «الخافية»، بمعنى المنطقة الروحية الشبيهة بالعالم السفلي)، وكان الأقوى بين جميع آلهة البانثيون (مجمع الآلهة) الروتوماني. ومثل معظم الأيدلوجيات الإيمانية سابقًا، كان دوره الرئيسي يتمثل في كونه جُزءً من عبادة الخصب أو الخصوبة، والذي يكفل ازدهار الجزيرة وشعبها.